# Dot Peak
Dot Peak är en bergstopp i Antarktis. Den ligger i Östantarktis. Australien gör anspråk på området. Toppen på Dot Peak är 1 458 meter över havet, eller 285 meter över den omgivande terrängen. Bredden vid basen är 4,1 km.
Terrängen runt Dot Peak är kuperad åt nordväst, men åt sydost är den bergig. Trakten är obefolkad. Det finns inga samhällen i närheten. 